# Förskollärare i Sverige
Förskollärare, är i Sverige en person med antingen en lärarexamen med inriktning mot förskolan eller en förskollärarexamen, vilka motsvarar utbildningar på minst 3,5 år. De är i första hand anställda vid förskola, öppen förskola och i förskoleklass.
Motsvarande utbildning i Finland kallas barnträdgårdslärare.

## Historik
Den första yrkestiteln fastställdes 1944 då kåren valde barnträdgårdslärarinna. Tidigare hade varje seminarium en egen examenstitel, ofta kindergartenlärarinna. I mitten av 1950-talet ändrades den till det könsneutrala förskollärare. Utbildningen inleddes 1897 och bedrevs från 1946 fram till 1976 på så kallade förskoleseminarier. Därefter fanns en särskild förskollärarutbildning på högskolorna. Från 2001 till 2011 bedrevs utbildningen inom lärarprogrammet, och de som vill arbeta inom förskolan valde en särskild inriktning. Från 2011 är förskollärare återigen ett separat utbildningsprogram vid högskolorna, liknande situationen 1977-2000. 
Förskollärare har argumenterat för att arbetsgivaren ska tillhandahålla arbetskläder, som exempelvis förkläden och termobyxor. Om det erbjuds eller inte beror på arbetsgivaren och var i landet det är. Enligt en undersökning publicerad i Lärarnas Tidning i januari 2017 fick 61 procent av de tillfrågade förskollärarna någon form av arbetskläder. Det var vanligare att erbjudas utomhuskläder än inomhuskläder enligt undersökningen.

## Utbildningen
Förskollärarutbildningen är 3,5 år (210 högskolepoäng). Utbildningen består av tre olika delar; verksamhetsförlagd utbildning (VFU), utbildningsvetenskaplig kärna (UVK), och förskolepedagogik. Vid vissa universitet erbjuds olika profiler och inriktningar på utbildningen. Utbildningen avslutas med ett examensarbete. Efter avslutad utbildning erhålls förskollärarexamen, vilket översätts till "Degree och Bachelor of Arts in Pre-School Education".  
Examensmålen för utbildningen regleras av högskoleförordningen. För att ta ut en förskollärarexamen ska studenten klara nio mål inom området "Kunskap och förståelse", 13 mål inom området "Färdighet och förmåga" och fyra mål inom området "Värderingsförmåga och förhållningssätt".
Målen inom kunskaps- och förståelseområdet handlar bland annat om förskoledidaktik och praktisk-estetiska läroprocesser, barns lärande inom områdena språkutveckling, läs-, skriv- och matematikinlärning och barns utveckling, lärande, behov och förutsättningar. Det handlar också om förståelse för sociala relationer, konflikthantering och ledarskap, samt vetenskapsteori och forskningsmetoder och kunskap om skolväsendets organisation.  
Målen inom området "Färdighet och förmåga" riktar bland annat in sig på studenternas förmåga att observera, dokumentera och analysera barns lärande och utveckling. Dessutom återfinns mål om att genom lek och skapande verksamhet skapa förutsättningar för alla barn att lära och utvecklas, tillämpa förskole- och ämnesdidaktik, och systematiskt tillvarata erfarenheter och forskningsresultat för att bidra till utvecklingen av yrkesverksamheten samt planera, genomföra, utvärdera och utveckla undervisningen i syfte att stimulera varje barns lärande och utveckling. De riktar också in sig på förmågor att ta tillvara barns kunskaper och erfarenheter i undervisningen och integrera värdegrundsperspektiv i arbetet, så som att främja jämställdhet, jämlikhet, och motverka diskriminering.  
Målen inom området "Värderingsförmåga och förhållningssätt" riktar in sig på studentens egenskaper. Bland annat ska studenten visa empatisk förmåga, självkännedom, och ett professionellt förhållningssätt samt förmåga att identifiera behov av ytterligare kunskap och utveckla sin kompetens i det pedagogiska arbetet. Vidare handlar målet om förmågan att i det pedagogiska arbetet göra bedömningar utifrån vetenskapliga, samhälleliga och etiska aspekter.  

## Förskollärarlegitimation
Förskollärare är precis som lärare för högre åldrar berättigade att få ut legitimation, vilket Skolverket administrerar. Legitimationen är ett villkor för att bli tillsvidareanställd som förskollärare.

## Statistik
År 2022 var 96% av förskollärarna i förskolan kvinnor. Andelen förskollärare i förskolans verksamhet var för samma år drygt 40%. I genomsnitt var det 43% förskollärare i kommunala förskolor och 31% i fristående förskolor. Övriga yrkesgrupper var bland annat personal med gymnasial utbildning för arbete med barn, så som barnskötare, personal med viss pedagogisk utbildning, samt personal utan utbildning för att arbeta med barn.

## Att läsa vidare
- Moje Lindberg: 90 års barnomsorg 1874-1964 - en utvecklingsstudie, Linköpings universitet, Institutionen för förskollärarutbildning, Norrköping 1991, ISBN  916301033X